# 黄金のバラ

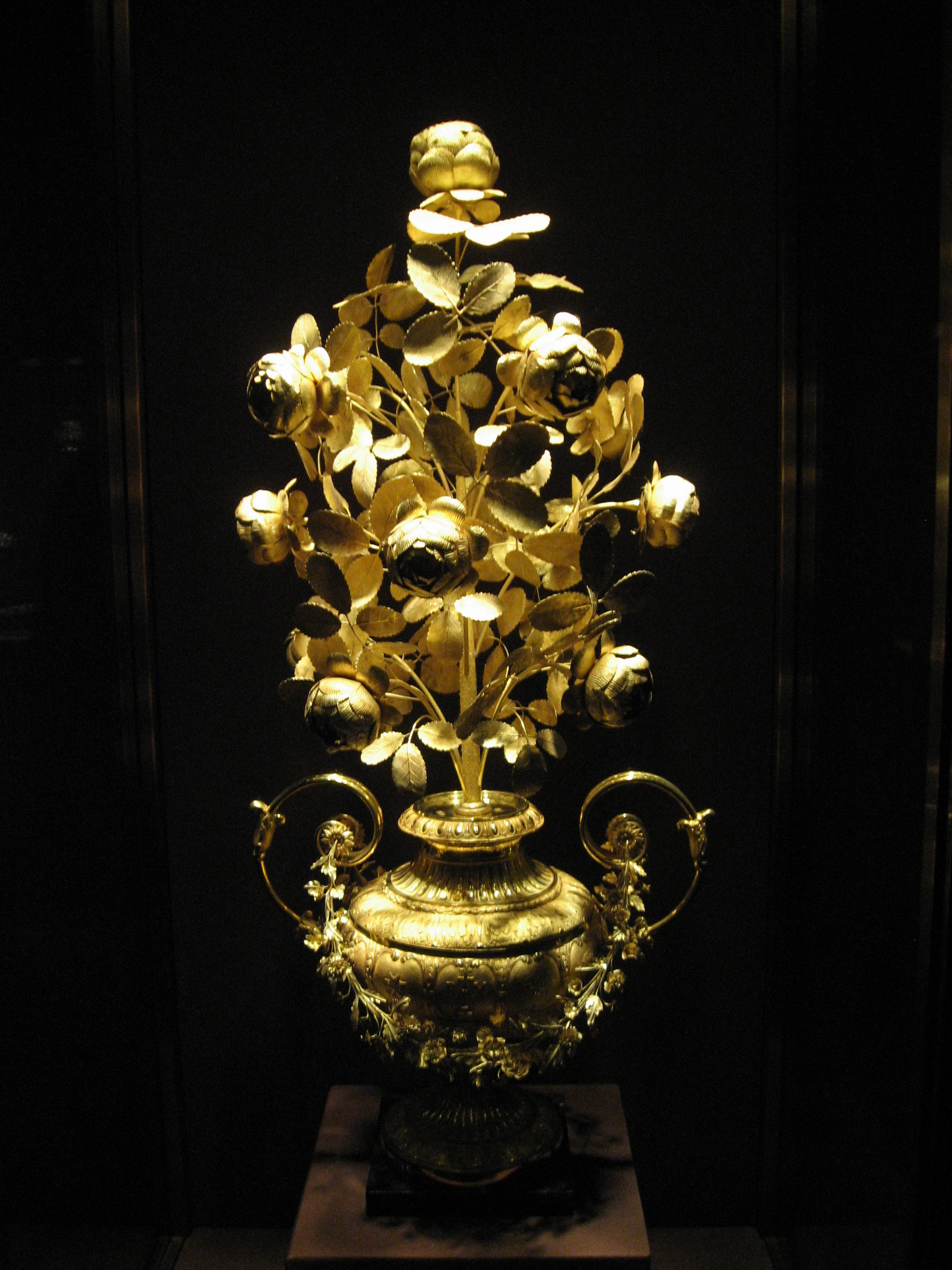
ジュゼッペ及びピエトロ・パオロ・スパーニャによる黄金のバラ。ローマで1818-19年頃に作成された。現在はウィーンのホーフブルク宮殿にある。

黄金のバラ（おうごんのバラ、伊: Rosa d'oro）は、金の装飾品であり、ローマのカトリック教会の教皇が伝統的に祝福するものである。黄金のバラは時折、敬意や愛情の証として贈られる。受領者には教会や聖地、王族や軍隊、政府も含まれてきた。

## 重要性と象徴性

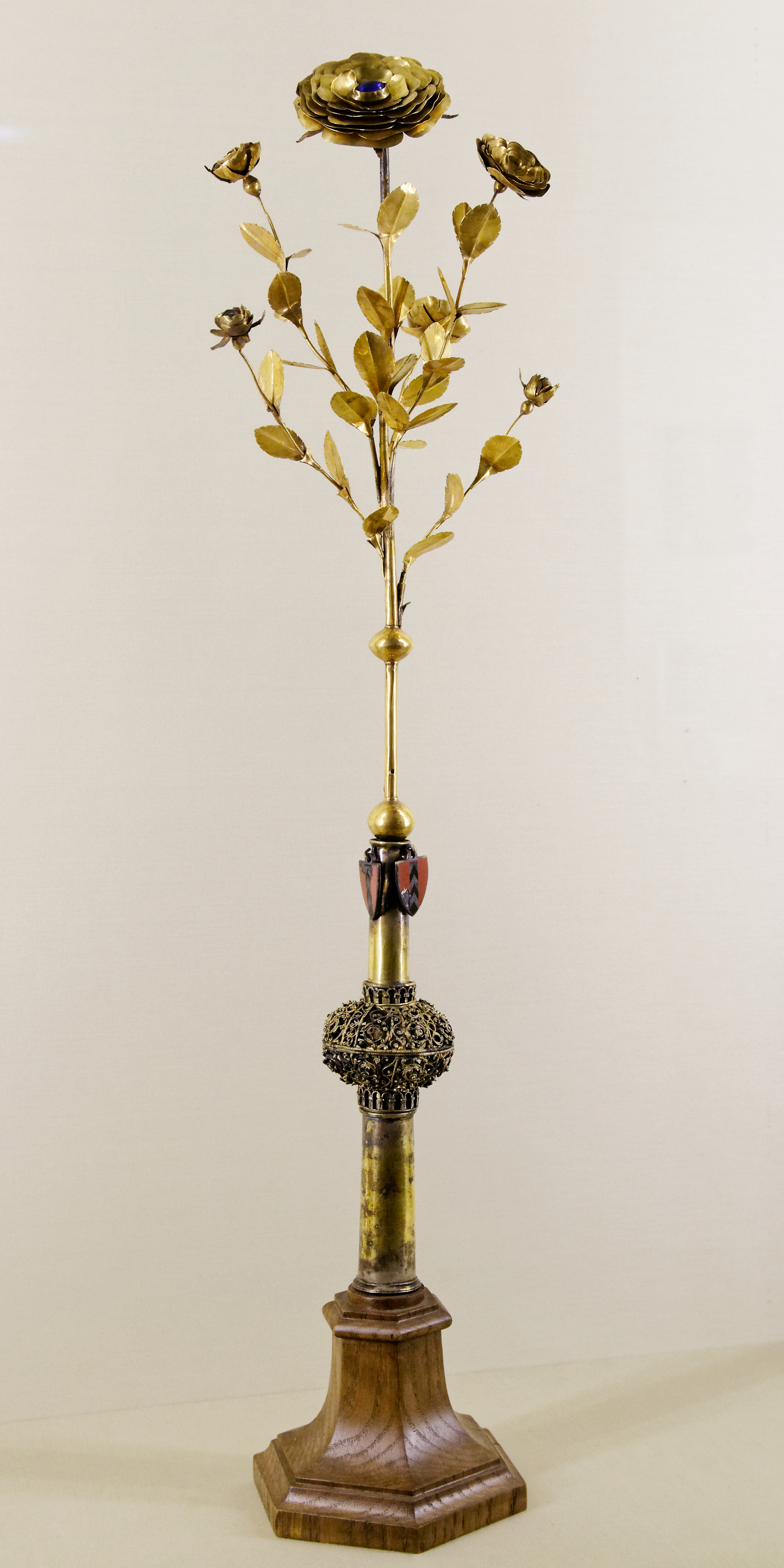
シエナのミヌッチオの黄金のバラ。ヨハネス22世からヌーシャテル伯のルドルフ3世に与えられたもの。

黄金のバラは四旬節の第4日曜日（「バラの主日」(en)としてもよく知られる）に祝福される。バラの主日には祭服の色が、悔悟の紫から、希望と喜びを象徴するバラ色（ローズピンク）に代えられる。四旬節のほとんどの期間を通じて、カトリック教徒は「祈り」「断食」「懺悔」そして、悪意による罪とそれがもたらす負の影響について黙想する。これは「バラの主日」はゴルゴタの丘におけるキリストの死を振り返る時節であり、その先にある（キリストの復活の）喜びと栄光の復活を迎える為である。
美しい黄金のバラはキリストの栄光の復活と威光の象徴とされる。（聖書中、救世主は次のように称えられている。「わたしはシャロンのばら、谷のゆりです。」）
バラの香りについて、レオ13世は次のよう記している。「キリストに誠実に付き従うものたちによって広がる、主の甘い香りを表す (Pontificis Maximi Acta, Vol. VI, 104)」。また（そのバラの）茨と花びらの赤き色合いは、イエスの血にまみれた受難を示しているとした。
多くの教皇は黄金のバラを授ける際にその神秘的な意義について言及してきた。インノケンティウス3世は「レターレの日曜日（バラの主日）、この日によって、憎しみの後の愛、悲嘆の後の歓喜、空腹の後の満腹へと分け隔てられる。そう、黄金のバラはその色、香り、味わい、愛、喜びと満ち足りた状態によってそれを示すものだ」
とし、イザヤ書の第11章1節「エッサイの株から一つの芽が出、その根から一つの若枝が生えて実を結び」におけるその花と比較した。

## 現代のバラまでの歴史と発展

### 作品

#### 花
シクストゥス4世（在位 1471年-1484年）の時代よりも前は、黄金のバラは単純な構成をしており、純金で作られた単一の花でわずかに赤く染められたものだった。その後、この装飾品は神秘性を保ちながらも飾り付けられることとなり、金は染められずに、ルビーや貴重な宝石がバラの中心部や花弁に置かれるようになった。
シクストゥス4世は、単一のバラであったものを、茨の枝に多くの（10かそれ以上の）バラと葉がついたものに置き換えた。そのうちもっとも大きいバラは、周りを取り囲むもっと小さなバラのついた枝の頂上からはねたように飛び出したものであった。
主要となる大きなバラの中心には穴が開いていて、覆いのついた小さなティーカップのようになっており、その中にムスクやバルサムがバラを祝福にするために教皇により注がれる。この装飾品全体は純金製である。この「シクストゥス風」のデザインはその装飾や大きさ、重さ、価値を多様に変化させながら維持されている。当初は高さが7.5センチメートル強ほどで小さく、教皇がサンタ・クローチェ・イン・ジェルサレンメ聖堂からラテラノ宮殿までの行進の際、右手で大衆に祝福を与えるとき、左手で持ち運ぶことが容易であった。のちに、特に花瓶とその台座も装飾品の一部となったときは、強健な聖職者がそれらの装飾品を運ぶ必要があり、教皇の十字架に先んじて行進で運ばれた。ヨーゼフ1世の妻であるアマーリア・ヴィルヘルミーネにインノケンティウス11世から贈られたバラは9キログラムほどあり、高さが約45センチメートルあるものであった。そのバラは花束の形をしており、たくさん曲がりくねりながら一緒に茎の頂点まで到達する3つのねじれた枝が、大きなバラの花と葉の集まりを支えていた。

#### 花瓶とその台座
黄金のバラを支える花瓶とその台座は様々な素材、重さ、形をしている。初期のころは金でできていたが、のちにしっかりとした銀メッキと金で作られるようになった。台座は三角柱、四角柱、八角柱のどれかの形で、様々な装飾品やレリーフで豪勢に装飾された。通例の署名に加え、作成者である教皇と祝福と授与者の紋章が台座に彫刻される。

### 装飾の価値

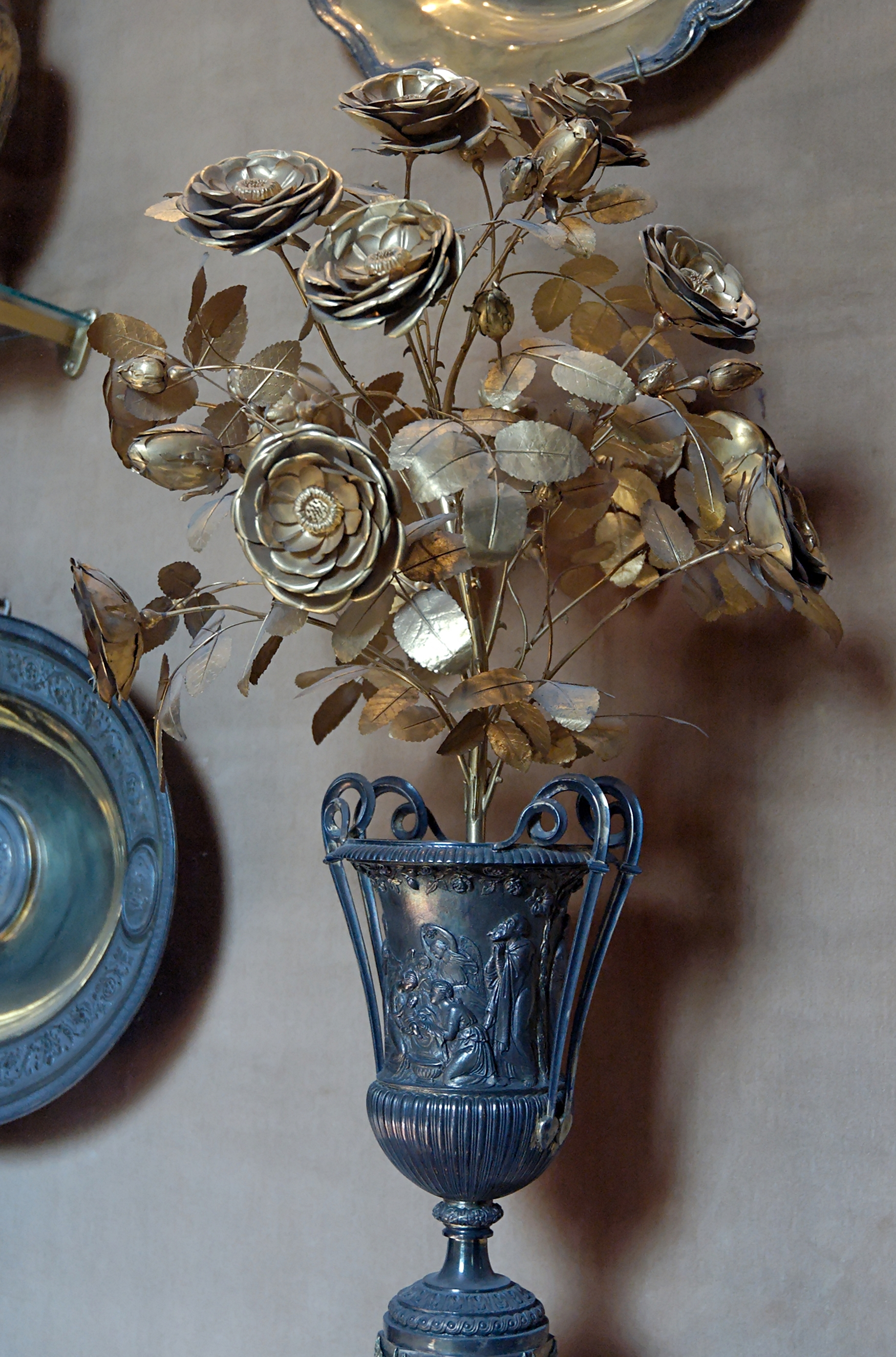
バチカン図書館にある黄金のバラ

バラの価値はそのときどきの教皇の気前のよさや、その時代の経済状況によって異なる。イエズス会士であったバルダサーリ神父によると (De Rosa Mediana, p.190)、1650年ごろに与えられたバラは、おおよそ16,956ドルと言われる。アレクサンデル7世によって贈られた二つのバラはおおよそのところ、それぞれ27,129ドルと40,693ドルの価値があった。クレメンス9世がフランス王妃に贈ったバラはおおよそ40,693ドルで、3.6キログラム（8ポンド）の重さの金で作られていた。このバラを作った職人の技術はとびぬけて優れており、その職人は10,173ドルを報酬として得た。計47,476ドルの費用をかけてインノケンティウス9世は、3.8キログラム（8.5ポンド）ほどの金を使ったたくさんのサファイアで飾られたバラを作った。19世紀には67,822ドル以上の費用がかかるバラは少なくなかった。

### 起源
バラを与えるという習慣は、古代にカトリックの統治の印である金の鍵が聖ペトロの告解によりもたらされた例に倣ったものであり、この慣習はグレゴリウス2世あるいはグレゴリウス3世に依ってはじめられたとされる。
この黄金のバラと金の鍵の関連についてはある類推が存在する。二つはともに有名なカトリック教徒としての教皇により祝福され授けられた純金を用いて作られていること。また、バラにはムスクやバルサムが含まれ、鍵は聖ペテロの司教座（教皇の祭壇）に収められていることから、どちらも聖遺物容器（聖骨箱）を連想させることである。
黄金のバラの習慣ができた正確な日時は不明であり、シャルルマーニュの時代より前とも、12世紀終わりに起源をもつとも言われているが、レオ9世（在位：1049年 - 1054年）が黄金のバラは古代からの習慣であると述べているので、1050年よりは前に起源をもつと確実視されている。
（今も行われている）伝統的な慣習は教皇がアヴィニョンに移された頃に始まったもので、教皇の宮廷において、もっとも相応しい君主・諸侯に与えられた。この慣習は教皇権がローマに戻った後も続けられ、厳粛な儀式において教皇からバラを受け取った貴族は、教皇の住む宮殿から居住地まで枢機卿団に同伴されるものだった。17世紀の初頭からは、黄金のバラは王妃、王族の女性、傑出した貴族にのみ贈られるようになり、皇帝や諸王（君主）、その他王族の男性には祝福された剣と帽子がより適した贈り物として贈られるようになった。しかしながら、相応しいカトリックの皇帝や君主、あるいは有力な王族の男性がバラの主日にローマにいた場合、バラも一緒に受け取るものであった。
ローマの外に住む人に黄金のバラを運んで授ける任務は、教皇によってレターレと呼ばれる枢機卿の使節、教皇庁使節、教皇庁公使、教皇特使に与えられた。1895年には、「黄金のバラの使者」や「黄金のバラの保持者」と呼ばれる王室のメンバーに与えられる新しい役割（世襲ではない）が制度化され、教皇公邸管理部の階級にあたる、外套と短剣に携わる秘密侍従に割り当てられたが、いまはもう存在しない。

## バラの祝福

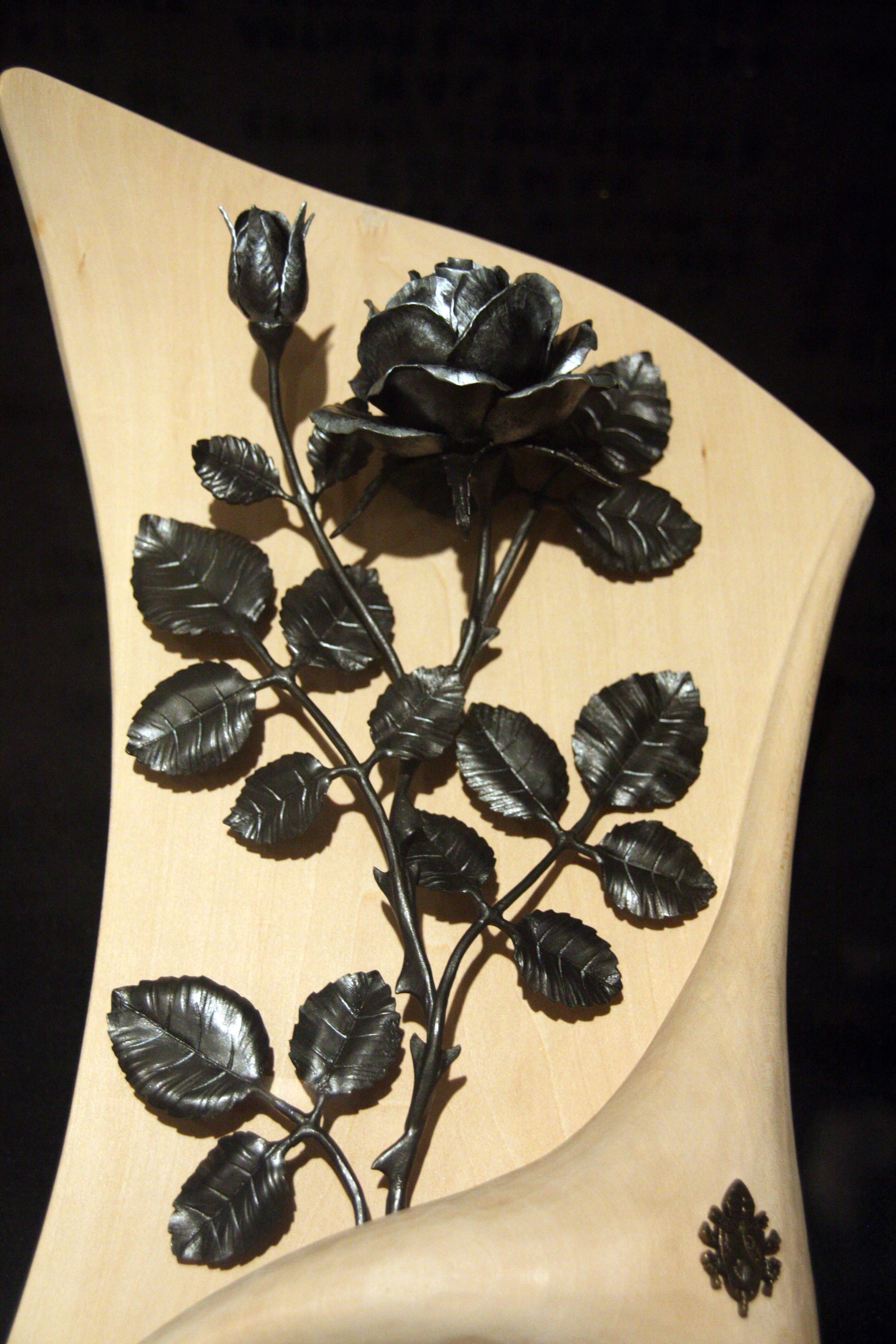
ベネディクト16世からアメリカの無原罪の御宿りバシリカ(en)に贈られた黄金のバラ

最古のバラは祝福を与えられていなかった。それよりもむしろ、祝福は儀式をより厳粛なものにし受取人の大きな威厳を引きだすために導入された。ペトラ枢機卿の記録 (Comment. in Constit. Apostolicas, III, 2, col. 1) によると、インノケンティウス4世が最初に祝福を与えたとされる。これには他の主張もあり、インノケンティウス3世、アレクサンデル3世、レオ9世などが始まりだったとの説もある。別の説では、1951年にレオ9世がフランケンのバンベルクの女子修道院に恩恵を施したもので、祝福されるように黄金のバラを与え、毎年のバラの主日に運ばせた、とテオフィル・レイノーは主張した (De rosa mediana a pontifice consecrata, IV, 413)。また、ベネディクトゥス14世は祝福の儀式は14世紀または15世紀の始め頃にはじまったものと宣言しているし、カタラヌスは初期のバラたちにはムスクとバルサムが塗られていたが、祈祷者による香や聖水を伴う祝福はもっと古くからのもので、ユリウス2世が教皇を務めていた時期よりも以前のいつかだろうと考えていた。
現在は、教皇が毎年バラを祝福するが、いつも新しい別のバラを用意するわけではなく、古いバラは授与されるまでそのまま使い続けられる。
元々は（アヴィニョン捕囚以前は）、教皇がいた宮殿の（広いホールのような）聖具室で祝福されていたが、厳粛なミサとバラの寄贈ではサンタ・クローチェ・イン・ジェルサレンメ聖堂（この聖堂はインノケンティウス3世に天のエルサレムとも称された）が使われた。祝福に続いて、厳粛なミサ曲が歌われる。これはどちらも教皇自身、もしくは首席の司祭枢機卿によって行われる。前者の場合、バラは豪華な金の刺繍の入ったバラ色の絹のヴェールの中に置かれ、後者の場合、跪くときまたは、入祭、回心の祈り、聖体奉挙のときと、『主を讃えよ』を歌うとき、教皇の手に抱えられる。手の中のバラと教皇はラテラノ宮殿へと祈りながら列を組んで戻り、ローマ長官は手綱を持って教皇の馬を導き、下馬を補助する。到着次第、教皇はこれらの行為の報酬と敬意の証としてバラを長官に渡す。1305年より前、バラは皇帝の戴冠式を除いてローマ外の人物には与えられていなかったが、アヴィニョンに仮の居を定めていた間（1305年 - 1375年）はローマの教会や聖堂を訪れることは出来なかったため、自らの宮殿にある彼らの教会堂で、バラの祝福を含む多くの宗教的な儀式が行われた（これがアカペラの起源である）。この慣習はローマに帰還した後にも続けられることとなった（シクストゥス5世は除く）。
現在のバラの祝福は、教皇の礼拝所の聖具室 (camera dei parimenti) で厳粛なミサと共に行われる。バラは灯されたろうそくと共にテーブルに置かれ、アルバとバラ色のストラにカッパ、美しく尊いミトラを被った教皇が、定型の唱和の短句と韻文の祈りとともに典礼を始める。
この祈りの中でもバラを信仰の証とし、イザヤ書（11:1）を引用している。

"O God! by Whose word and power all things have been created, by Whose will all things are directed, ...（中略）... as the fruit of good works, may unite in giving forth the perfume of the ointment of that flower sprung from the root of Jesse and which is the mystical flower of the field and lily of the valleys, and remain happy without end in eternal glory together with all the saints."
—Golden Rose - New Advent,the Catholic Encyclopedia

祈りが終わると、教皇は（助祭枢機卿に手渡される）お香を振り香炉に入れ、バルサム、次にムスクの順で焚く。その後、バルサムと粉末状のムスクを重要なバラの中心（に作られている）の小さなカップに注ぐ。次に、バラを焚いて振り、煙を撒き散らす。これは聖水と共に行われる。その後、バラは部屋付きのもっとも若い聖職者に渡されて、教皇の前から教会堂へと運ばれ、教会堂の十字架の下に置かれた祭壇の、豊かに刺繍されたシルクのベールの上に置かれる。首席司祭枢機卿によるミサ曲が歌われる間はその場所に置かれたままであり、ミサが終わった後、バラは行列により教皇の下から聖具室に運ばれ（それに相応しい）立派な人々に授けられるまで専用の場所で慎重に保管される。

## 受領者

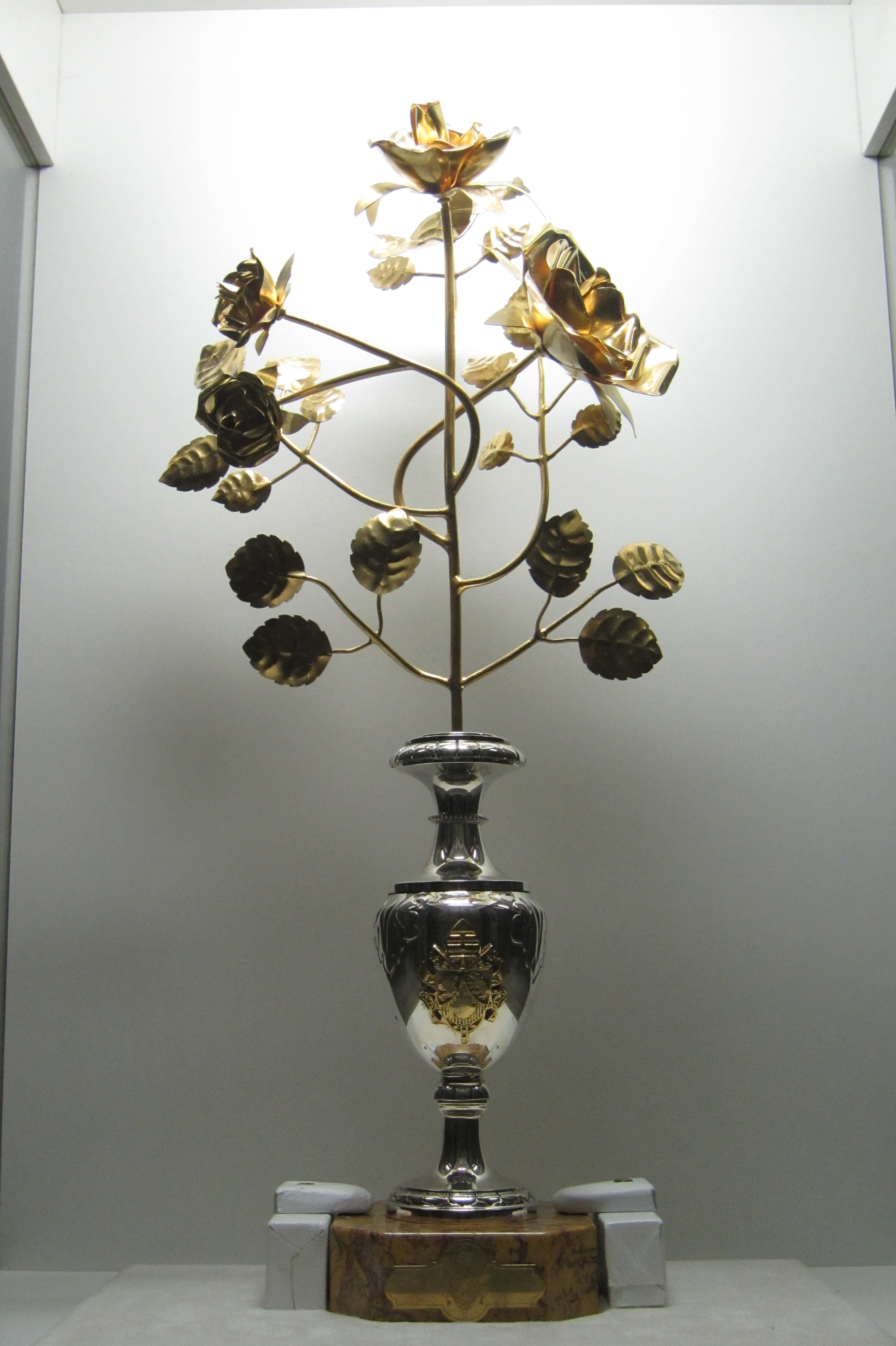
スケルベンフーフェルの聖マリア聖堂の黄金のバラ

黄金のバラは人物（男女及び夫婦）及び、国（州）や教会に授与された。
16世紀まで、黄金のバラは通常、君主などの貴族の男性に送られていたが、16世紀以降は貴族の女性や、夫人に送られることが一般的になった。
最後の男性への授与は、1759年にヴェネツィアのドージェであったフランチェスコ・ロレダンに送られた。
最後の女性かつ貴族への授与は、1956年のルクセンブルク大公シャルロットへ送られたものであった。
黄金のバラが授与された主要な教会では、サン・ピエトロ大聖堂(5輪のバラ)、サン・ジョバンニ・イン・ラテラノ大聖堂(4輪のバラ)、サンタ・マリア・マッジョーレ大聖堂(2輪のバラ)などが挙げられる。
- 20世紀、ピウス10世、ベネディクトゥス15世、ヨハネ23世、ヨハネ・パウロ1世は黄金のバラを授与しなかった。
- ピウス11世は慣習を復活させ、ピウス12世に受け継がれた。
- パウロ6世の授与回数は、5回。
- ヨハネ・パウロ2世の授与回数は、9回。
- ベネディクト16世の授与回数は、18回。
- フランシスコ教皇は、2013年11月に最初の授与を行った。

パウロ6世より、全ての黄金のバラの授与は教会に対して行われている。また、ベネディクト16世の授与は全てマリア聖堂へのものであった。
| 年      | 受領者                                                               | 教皇                         | 受領者の種別 | 受領者の地域                   | その他 |
| ------- | -------------------------------------------------------------------- | ---------------------------- | ------------ | ------------------------------ | --- |
| 1096    | フルク4世 (アンジュー伯)                                             | ウルバヌス2世                | 男性         | フランス                       | [ 6 ] |
| 1148    | アルフォンソ7世 (カスティーリャ王)                                   | エウゲニウス3世              | 男性         | スペイン                       | |
| 1163    | ルイ7世 (フランス王)                                                 | アレクサンデル3世            | 男性         | フランス                       | |
| 1182    | ウィリアム1世 (スコットランド王)                                     | ルキウス3世                  | 男性         | スコットランド                 | |
| 1227    | レイモンド・オルシーニ                                               | グレゴリウス9世              | 男性         | イタリア                       | [ 7 ] |
| 1244    | サン＝ジュスト教会、リヨン                                           | インノケンティウス4世        | 教会         | フランス                       | [ 7 ] |
| 1304    | サン・ドメーニコ教会、ペルージャ                                     | ベネディクトゥス11世         | 教会         | イタリア                       | [ 7 ] |
| 1348    | ルイ1世 (ナポリ王)                                                   | クレメンス6世                | 男性         | イタリア                       | |
| 1348    | ラヨシュ1世                                                          | クレメンス6世                | 男性         | ハンガリー                     | [ 7 ] |
| 1350    | ニッコロ・アッチャイオーリ                                           | インノケンティウス6世        | 男性         | イタリア                       | [ 7 ] |
| 1362-70 | ヴァルデマー4世 (デンマーク王)                                       | ウルバヌス5世                | 男性         | デンマーク                     | [ 7 ] |
| 1368    | ジョヴァンナ1世 (ナポリ女王)                                         | ウルバヌス5世                | 女性         | イタリア                       | [ 7 ] |
| 1369    | サン・ピエトロ大聖堂                                                 | ウルバヌス5世                | 教会         | イタリア                       | [ 7 ] |
| 1389    | レイモンド・デル・バルゾー・オルシーニ                               | ウルバヌス5世                | 男性         | イタリア                       | [ 7 ] |
| 1391    | アルベルト・デステ                                                   | ボニファティウス9世          | 男性         | イタリア                       | [ 7 ] |
| 1393    | アストーレ・ダ・バニャカヴァッロ                                     | ボニファティウス9世          | 男性         | イタリア                       | [ 7 ] |
| 1398    | ウゴリーノ3世・トリンチ                                              | ボニファティウス9世          | 男性         | イタリア                       | [ 7 ] |
| 1410    | ニッコロ3世・デステ                                                  | アレクサンデル5世 (対立教皇) | 男性         | イタリア                       | [ 8 ] |
| 1411    | シャルル6世 (フランス王)                                             | ヨハネス23世 (対立教皇)      | 男性         | フランス                       | [ 8 ] |
| 1413    | ルイジ・アリドシ                                                     | ヨハネス23世 (対立教皇)      | 男性         | イタリア                       | [ 8 ] |
| 1415    | ジギスムント (神聖ローマ皇帝)                                        | ヨハネス23世 (対立教皇)      | 男性         | ドイツ                         | [ 8 ] |
| 1419    | フィレンツェ共和国                                                   | マルティヌス5世              | 国（州）     | イタリア                       | [ 8 ] |
| 1420    | グイダントーニオ・ダ・モンテフェルトロ                               | マルティヌス5世              | 男性         | イタリア                       | [ 8 ] |
| 1435    | ジギスムント (神聖ローマ皇帝)                                        | エウゲニウス4世              | 男性         | ドイツ                         | [ 8 ] |
| 1444    | ヘンリー6世 (イングランド王)                                         | エウゲニウス4世              | 男性         | イングランド                   | |
| 1448    | カジミェシュ4世 (ポーランド王)                                       | ニコラウス5世                | 男性         | ポーランド                     | |
| 1452    | フリードリヒ3世 (神聖ローマ皇帝)とエレオノーレ・フォン・ポルトゥガル | ニコラウス5世                | 夫妻         | ドイツ                         | 戴冠式の後に授与。 |
| 1457    | シャルル7世 (フランス王)                                             | カリストゥス3世              | 男性         | フランス                       | |
| 1477    | ルドヴィーコ3世・ゴンザーガ                                          | シクストゥス4世              | 男性         | イタリア                       | [ 9 ] |
| 1482    | エーバーハルト1世 (ヴュルテンベルク公)                               | シクストゥス4世              | 男性         | ドイツ                         | |
| 1486    | ジェームズ3世 (スコットランド王)                                     | インノケンティウス8世        | 男性         | スコットランド                 | |
| 1491    | ジェームズ4世 (スコットランド王)                                     | インノケンティウス8世        | 男性         | スコットランド                 | |
| 1493    | イサベル1世 (カスティーリャ女王)                                     | アレクサンデル6世            | 女性         | スペイン                       | |
| 1505    | アレクサンデル (ポーランド王)                                        | ユリウス2世                  | 男性         | ポーランド                     | |
| 1506    | マヌエル1世 (ポルトガル王)                                           | ユリウス2世                  | 男性         | ポルトガル                     | |
| 1514    | マヌエル1世 (ポルトガル王)                                           | レオ10世                     | 男性         | ポルトガル                     | |
| 1518    | フリードリヒ3世 (ザクセン選帝侯)                                     | レオ10世                     | 男性         | ドイツ                         | |
| 1512?   | ヘンリー8世 (イングランド王)                                         | ユリウス2世                  | 男性         | イングランド                   | |
| 1521?   | ヘンリー8世 (イングランド王)                                         | レオ10世                     | 男性         | イングランド                   | |
| 1524    | ヘンリー8世 (イングランド王)                                         | クレメンス7世                | 男性         | イングランド                   | |
| 1537    | フェデリーコ2世・ゴンザーガ                                          | パウルス3世                  | 男性         | イタリア                       | トリエント公会議での神父たちへの協力により。                                                                                               |
| 1543    | エルコレ2世・デステ                                                  | パウルス3世                  | 男性         | イタリア                       | [ 11 ] |
| 1548    | カトリーヌ・ド・メディシス                                           | パウルス3世                  | 女性         | フランス                       | [ 11 ] |
| 1550    | ジョアン・マヌエル・デ・ポルトゥガル                                 | ユリウス3世                  | 男性         | ポルトガル                     | [ 11 ] |
| 1551    | サンタ・マリア・マッジョーレ大聖堂                                   | ユリウス3世                  | 教会         | イタリア                       | [ 11 ] |
| 1555    | メアリー1世 (イングランド女王)                                       | パウルス4世                  | 女性         | イングランド                   | [ 11 ] |
| 1557    | マリア・エンリケ・デ・トレド・イ・グスマン                           | パウルス4世                  | 女性         | スペイン                       | フェルナンド・アルバレス・デ・トレドの妻                                                                                                   |
| 1560    | メアリー (スコットランド女王)                                        | ピウス4世                    | 女性         | スコットランド                 | |
| 1561    | アンナ・ヤギエロ                                                     | ピウス4世                    | 女性         | Bohemia                        | [ 11 ] |
| 1564    | ルッカ共和国                                                         | ピウス4世                    | 国（州）     | イタリア                       | [ 11 ] |
| 1572    | シャルル9世 (フランス王)                                             | グレゴリウス13世             | 男性         | フランス                       | サン・バルテルミの虐殺の勲功により授与 |
| 1574    | ドン・フアン・デ・アウストリア                                       | グレゴリウス13世             | 男性         | スペイン                       | ナポリの聖クレア教会において教皇の侍従より「（教皇の）慈悲と父なる愛のしるしとして(in token of his benevolence and paternal love.)」授与。 |
| 1592    | アンリ4世 (フランス王)                                               | クレメンス8世                | 男性         | フランス                       | |
| 1598    | マルガレーテ・フォン・エスターライヒ (スペイン王妃)                  | クレメンス8世                | 女性         | スペイン                       | 授与されたその日にフェリペ3世と代理結婚をした。                                                                                            |
| 1607    | サンタ・マリア・ソプラ・ミネルヴァ教会                               | パウルス5世                  | 教会         | イタリア                       | [ 13 ] |
| 1610    | サンクタ・サンクトラム聖堂                                           | パウルス5世                  | 教会         | イタリア                       | [ 13 ] |
| 1625    | ヘンリエッタ・マリア・オブ・フランス                                 | ウルバヌス8世                | 女性         | イングランド及びスコットランド | アミアンにて授与 |
| 1626/7  | フェルディナンド2世・デ・メディチ                                    | ウルバヌス8世                | 男性         | イタリア                       | [ 13 ] |
| 1628    | マリーア・マッダレーナ・ダウストリア                                 | ウルバヌス8世                | 女性         | イタリア                       | [ 13 ] |
| 1630    | マリア・アンナ・フォン・シュパーニエン                               | ウルバヌス8世                | 女性         | ドイツ                         | 授与当時はハンガリー王妃。後に神聖ローマ帝国皇后。                                                                                         |
| 1631    | タッデオ・バルベリーニ                                               | ウルバヌス8世                | 男性         | イタリア                       | 教皇の甥であった。 |
| 1634    | サン・ピエトロ大聖堂                                                 | ウルバヌス8世                | 教会         | イタリア                       | [ 13 ] |
| 1635    | マリア・アンナ                                                       | ウルバヌス8世                | 女性         | ドイツ                         | [ 14 ] |
| 1649    | マリアナ・デ・アウストリア                                           | インノケンティウス10世       | 女性         | スペイン                       | [ 15 ] |
| 1651?   | ルドヴィーカ・マリア・ゴンザーガ                                     | インノケンティウス10世       | 女性         | ポーランド                     | [ 15 ] |
| 1654    | ルクレツィア・バルベリーニ                                           | インノケンティウス10世       | 女性         | イタリア                       | [ 15 ] |
| 1658    | シエナ大聖堂                                                         | アレクサンデル7世            | 教会         | イタリア                       | 教皇の故郷の大聖堂。 |
| 1668    | マリー・テレーズ・ドートリッシュ                                     | アレクサンデル7世            | 女性         | フランス                       | 教皇は、彼女の幼い息子であったドーフィンの名付け親であった。                                                                               |
| 1672    | エレオノーレ・マリア・ヨーゼファ                                     | クレメンス10世               | 女性         | ポーランド                     | |
| 1684    | マリー・カジミール                                                   | インノケンティウス11世       | 女性         | ポーランド                     | |
| 1699    | アマーリア・ヴィルヘルミーネ                                         | インノケンティウス12世       | 女性         | ドイツ                         | |
| 1701    | マリア・ルイーザ・ディ・サヴォイア                                   | クレメンス11世               | 女性         | スペイン                       | |
| 1726    | ヴィオランテ・ベアトリーチェ                                         | ベネディクトゥス13世         | 女性         | イタリア                       | [ 16 ] |
| 1736    | マリア・ヨーゼファ                                                   | クレメンス12世               | 女性         | ポーランド                     | [ 17 ] |
| 1759    | フランチェスコ・ロレダン                                             | クレメンス13世               | 男性         | イタリア                       | |
| 1776    | マリア・クリスティーナ                                               | ピウス6世                    | 女性         | オーストリア                   | |
| 1784    | マリア・アマーリア・ダズブルゴ                                       | ピウス6世                    | 女性         | イタリア                       | |
| 1790    | マリア・カロリーナ・ダズブルゴ                                       | ピウス6世                    | 女性         | イタリア                       | |
| 1819    | カロリーネ・アウグステ                                               | レオ12世                     | 女性         | オーストリア                   | |
| 1825    | マリーア・テレーザ                                                   | レオ12世                     | 女性         | イタリア                       | |
| 1830    | チンゴリの大聖堂                                                     | ピウス8世                    | 教会         | イタリア                       | 教皇の故郷の大聖堂。 |
| 1832    | マリア・アンナ・フォン・ザヴォイエン                                 | グレゴリウス16世             | 女性         | オーストリア                   | 授与当時はハンガリー王妃。後にオーストリア皇帝の皇后。                                                                                     |
| 1833    | サン・マルコ寺院                                                     | グレゴリウス16世             | 教会         | イタリア                       | [ 18 ] |
| 1842    | マリア2世 (ポルトガル女王)                                           | グレゴリウス16世             | 女性         | ポルトガル                     | |
| 1849    | マリア・ピア・デ・サボイア                                           | ピウス9世                    | 女性         | イタリア                       | 洗礼時に彼女の祖父より授与。のちにポルトガル王妃。                                                                                         |
| 1856    | ウジェニー・ド・モンティジョ                                         | ピウス9世                    | 女性         | フランス                       | |
| 1861    | マリーア・ソフィア                                                   | ピウス9世                    | 女性         | イタリア                       | |
| 1868    | エリーザベト (オーストリア皇后)                                      | ピウス9世                    | 女性         | オーストリア                   | |
| 1868    | イサベル2世 (スペイン女王)                                           | ピウス9世                    | 女性         | スペイン                       | |
| 1870    | ポルトゲージのサンタントニオ教会                                     | ピウス9世                    | 教会         | イタリア                       | [ 19 ] |
| 1877    | ルルドの聖母の聖地                                                   | ピウス9世                    | 聖堂         | フランス                       | [ 20 ] |
| 1886    | マリア・クリスティーナ                                               | レオ13世                     | 女性         | スペイン                       | |
| 1888    | イザベル・ド・ブラジル                                               | レオ13世                     | 女性         | ブラジル                       | 黄金法を参照。ブラジルの奴隷廃止法。 |
| 1892    | アメリー・ドルレアン                                                 | レオ13世                     | 女性         | ポルトガル                     | |
| 1893    | マリー＝アンリエット                                                 | レオ13世                     | 女性         | ベルギー                       | |
| 1923    | ヴィクトリア・ユージェニー・オブ・バッテンバーグ                     | ピウス11世                   | 女性         | スペイン                       | |
| 1926    | エリザベート・ド・バヴィエール                                       | ピウス11世                   | 女性         | ベルギー                       | |
| 1930    | エレナ・デル・モンテネグロ                                           | ピウス11世                   | 女性         | イタリア                       | [ 21 ] |
| 1937    | エレナ・デル・モンテネグロ                                           | ピウス11世                   | 女性         | イタリア                       | 結婚40周年を記念して。 |
| 1953    | セー大聖堂                                                           | ピウス12世                   | 教会         | India                          | フランシスコ・ザビエルの墓碑がある。 |
| 1956    | シャルロット (ルクセンブルク大公)                                    | ピウス12世                   | 女性         | ルクセンブルク                 | |
| 1964    | 降誕教会                                                             | パウロ6世                    | 教会         | パレスチナ                     | [ 24 ] |
| 1965    | ファティマの聖母の聖地                                               | パウロ6世                    | 聖堂         | ポルトガル                     | [ 25 ] |
| 1966    | グアダルーペの聖母聖堂                                               | パウロ6世                    | 教会         | メキシコ                       | [ 23 ] |
| 1967    | アパレシーダの聖母聖堂（旧聖堂）                                     | パウロ6世                    | 教会         | ブラジル                       | [ 23 ] |
| 1979    | ヤスナ・グラの聖母（ヤスナ・グラ修道院）                             | ヨハネ・パウロ2世            | 聖堂         | ポーランド                     | [ 26 ] |
| 1979    | クノック聖堂                                                         | ヨハネ・パウロ2世            | 聖堂         | アイルランド                   | [ 27 ] |
| 1982    | ルハンの聖母聖堂                                                     | ヨハネ・パウロ2世            | 聖堂         | アルゼンチン                   | [ 28 ] [ 29 ] [ 30 ] [ 31 ] |
| 1987    | カルヴァリア・ゼブジドフスカ                                         | ヨハネ・パウロ2世            | 聖堂         | ポーランド                     | [ 32 ] |
| 1988    | 宣教の聖母の至聖所                                                   | ヨハネ・パウロ2世            | 聖堂         | ペルー、リマ                   | [ 33 ] |
| 2000    | ロレートの聖なる家                                                   | ヨハネ・パウロ2世            | 聖堂         | イタリア                       | [ 34 ] |
| 2004    | ルルドの聖母の聖地                                                   | ヨハネ・パウロ2世            | 聖堂         | フランス                       | 二度目。 |
| 2004    | 聖ジョゼフ聖堂                                                       | ヨハネ・パウロ2世            | 教会         | カナダ、モントリオール         | [ 36 ] |
| 2004    | サメイロの聖母の聖地                                                 | ヨハネ・パウロ2世            | 聖堂         | ポルトガル、ブラガ             | [ 37 ] |
| 2006    | ヤスナ・グラの聖母（ヤスナ・グラ修道院）                             | ベネディクト16世             | 聖堂         | ポーランド                     | 二度目。 |
| 2007    | アパレシーダの聖母聖堂（新聖堂）                                     | ベネディクト16世             | 聖堂         | ブラジル                       | [ 39 ] |
| 2007    | マリアツェル聖堂                                                     | ベネディクト16世             | 聖堂         | オーストリア                   | [ 40 ] [ 41 ] |
| 2008    | アルテッティングの聖母巡礼聖堂                                       | ベネディクト16世             | 聖堂         | ドイツ、アルテッティング       | [ 42 ] |
| 2008    | 無原罪の御宿りの聖母教会                                             | ベネディクト16世             | 聖堂         | アメリカ、ワシントン D.C.      | [ 43 ] |
| 2008    | ノストラ＝シニョーラ・デッラ・ミゼリコルディアの聖地                 | ベネディクト16世             | 聖堂         | イタリア、サヴォーナ           | [ 44 ] |
| 2008    | ノストラ＝シニョーラ・デッラ・ガルディアの巡礼聖堂                   | ベネディクト16世             | 聖堂         | イタリア、ジェノヴァ           | [ 44 ] |
| 2008    | ボナリアの聖母巡礼聖堂                                               | ベネディクト16世             | 聖堂         | イタリア、カリャリ             | [ 44 ] |
| 2008    | ポンペイのロザリオの聖母の巡礼聖堂                                   | ベネディクト16世             | 聖堂         | イタリア、ポンペイ             | [ 45 ] [ 46 ] |
| 2009    | 十字架の聖母の巡礼聖堂                                               | ベネディクト16世             | 聖堂         | イタリア、アクイラ             | 地震の後 |
| 2009    | エウローパの聖母マリア教会                                           | ベネディクト16世             | 聖堂         | ジブラルタル                   | [ 48 ] [ 49 ] |
| 2009    | カベサの聖母聖堂                                                     | ベネディクト16世             | 聖堂         | スペイン、ハエン               | [ 44 ] |
| 2010    | ヌエストラ・セニョーラ・デル・ヴァレ大聖堂                           | ベネディクト16世             | 教会         | アルゼンチン                   | [ 31 ] [ 50 ] |
| 2010    | タ・ピーヌ聖堂                                                       | ベネディクト16世             | 聖堂         | マルタ共和国                   | [ 51 ] |
| 2010    | ファティマの聖母の聖地                                               | ベネディクト16世             | 聖堂         | ポルトガル                     | 二度目。 |
| 2010    | ヴァレーの聖母の聖地                                                 | ベネディクト16世             | 聖堂         | アルゼンチン、カタマルカ       | [ 54 ] |
| 2010    | ソコロの聖母                                                         | ベネディクト16世             | 聖堂         | ベネズエラ、バレンシア         | [ 55 ] |
| 2011    | スケルペンフーフェルの聖母聖堂                                       | ベネディクト16世             | 聖堂         | ベルギー                       | [ 56 ] |
| 2012    | サンチュアリオ・ナシオナル・デ・ヌエストラ・デ・ラ・カリダ           | ベネディクト16世             | 教会         | キューバ、コブレ               | [ 57 ] [ 58 ] |
| 2013    | グアダルーペの聖母聖堂                                               | フランシスコ                 | 聖堂         | メキシコ                       | 二度目。 |